# Eutropis tytleri
Eutropis tytleri (мабуя Титлера) — вид сцинкоподібних ящірок родини сцинкових (Scincidae). Ендемік Індії. Вид названий на честь британського натураліста Роберта Крістофера Титлера.

## Опис
Довжина мабуї Титлера (без врахування хвоста) становить 15 см, довжина хвоста у 1,5-2 рази довша за довжину решти тіла. Верхня частина тіла бронзово-коричнева, нижня частина тіла світло-жовта. Живляться комахами, іншими безхребетними і дрібними хребетними.

## Поширення і екологія
Мабуї Титлера є ендеміками Андаманських островів. Вони живуть у вологих тропічних лісах та на плантаціях, на висоті до 150 м над рівнем моря.